# Mas Blanc (Garcia)
El Mas Blanc és una masia a la zona de les Sénies, a l'altre costat del riu Ebre al terme municipal de Garcia (Ribera d'Ebre) inclosa a l'Inventari del Patrimoni Arquitectònic de Catalunya. Masia de planta rectangular i tres crugies que consta de planta baixa, pis i golfes. La coberta és a quatre vessants, de la qual sobresurt una xemeneia metàl·lica afegida modernament. S'hi accedeix per un portal d'arc carpanell arrebossat, que es troba descentrat en el frontis. El primer pis s'obre amb quatre finestres d'arc pla arrebossat de factura moderna, mentre el pis de les golfes queda obert amb petits pòrtics d'arc de mig punt. Sota la galeria hi ha una cornisa simple, que queda interrompuda pel pòrtic central, d'arc escarser i de majors dimensions. Aquesta galeria es repeteix a la façana posterior. El parament dels murs conserva l'arrebossat de morter de calç, on són visibles els forats causats per la metralla de les bombes llençades durant la Guerra Civil.